# جاك هيندريكس
جاك هيندريكس (بالإنجليزية: Jack Hendricks)‏ هو لاعب كرة قاعدة أمريكي، ولد في 9 أبريل 1875 في جوليت في الولايات المتحدة، وتوفي في 13 مايو 1943 في شيكاغو في الولايات المتحدة.

## وصلات خارجية
- جاك هيندريكس على موقعبيزبول رفرنس.كوم (الدوري الرئيسي) (الإنجليزية)
- جاك هيندريكس على موقعبيزبول رفرنس.كوم (الدوري الثانوي) (الإنجليزية)